# Гриценко Лілія Олімпіївна
Лілія Олімпіївна Гриценко (7 січня 1918, Горлівка, УНР — 9 січня 1989, Москва, Російська РФСР) — радянська акторка театру та кіно, оперна співачка. Заслужена артистка РРФСР (1954). Народна артистка РРФСР (1957). Знімалася також в українських фільмах.

## Біографія
Закінчила оперно-драматичну студію ім. К. Станіславського в Москві (1941).
Працювала в Московському драматичному театрі ім. К. С. Станіславського.
У 1958—1960 роки була в штаті Всесоюзного гастрольно-концертного об'єднання.
З 1960 року — акторка Московського драматичного театру імені Пушкіна, в якому працювала до виходу на пенсію.
З 1944 дебютувала в кінематографі (всього зіграла близько 50 ролей), а також озвучувала мультфільми («Ніч перед Різдвом», «Політ на Місяць» (1953), «Острів помилок» (1955), «Стьопа-моряк» (1955), «Небесне створення» (1956), «Виконання бажань» (1957).
Похована в Москві на Новодівичому кладовищі, поруч зі своїм братом, також актором Миколою Гриценком.

## Фільмографія
Знялася в кінофільмах:
- 1944: «Черевички» (екранізація однойменної опери П. Чайковського; Оксана)
- 1951: «Прощавай, Америко!» (Анна Бедфорд)
- 1951: «Бєлінський» (акторка-кріпачка)
- 1952: «Римський-Корсаков» (Забіла-Врубель Надія Іванівна)
- 1954: «Вірні друзі» (Наталія Сергіївна Калініна, тваринниця)
- 1956: «Полечко-поле» (Катерина Анисимовна)
- 1958: «Шофер мимоволі» (Клавдія Василівна, старша медсестра)
- 1958: «Андрійко» (Анна)
- 1959: «Хованщина» (Сусанна, розкольниця)
- 1959: «Непіддатливі» (мама Наді)
- 1961: «Горизонт» (Дарина Петрівна Голованова, дружина голови)
- 1963: «Тиша» (Мукомолова)
- 1965: «Спекотний липень» (Людмила Сергіївна)
- 1967: «Сьомий супутник» (Соня Приклонська)
- 1975: «Полковник у відставці» (Олімпіада Касьянова)
- 1976: «Ключ без права передачі» (Лілія Олімпієвна, вчителька музики)
- 1979: «Фантазії Фарятьєва» (тітка Фарятьєва)
- 1982: «Сонячний вітер» (Катерина Андріївна)
- 1982: «Приватне життя» (Марія Андріївна)
- 1983: «Довга дорога до себе» (Олена Володимирівна)
- 1983: «Учень лікаря» (дама)
- 1984: «Парад планет» (Ганна Василівна)
- 1985: «Особиста справа судді Іванової» (бабуся, мати Любові Григорівни)
- 1985: «Несхожа» (бабуся на батьківських зборах) та ін.

Також — в українських фільмах:
- 1955: «Мати» (Софья)
- 1956: «Іван Франко» (Ольга)
- 1956: «Кривавий світанок» (Меланка)
- 1967: «У пастці» (господиня будинку)
- 1970: «Родина Коцюбинських» (Варвара Миколаївна, мати Примакова)
- 1972: «Адреса вашого дому» (Ганна Федорівна, мати «академіка»)
- 1973: «Веселі Жабокричі» (Риндичка)
- 1979: «Поїздка через місто» (кіноальманах; старенька)
- 1980: «Довгі дні, короткі тижні...» (конструкторка)
- 1982: «Просто жах!» (вчителька географії)
- 1986: «Поруч з вами» (Елеонора Савицька)
- 1988: «Робота над помилками» (бабуся) — остання роль у кіно